# Ruzizi
A Ruzizi folyó Közép-Afrikában a Kivu-tóból a Tanganyika-tóba folyik, 1800 méteres tengerszint feletti magasságból gyorsan ereszkedve 770 méterre. Déli végénél a Ruzizi síkságon már csak dombocskák vannak. A folyó deltán keresztül folyik a Tanganyika-tóba.

## Jellemzői
A folyó Ruanda déli határát képzi a Kongói Demokratikus Köztársasággal (KDK), és a Tanganyika-tóval együtt a KDK és Burundi határa is. A folyó mellett van a Fizi Baraka hegység. Torkolatának közelében a Concord híd köti össze a KDK-t és Burundit. 
A Ruzizi kifolyásánál 1958-ban épült az évi 148 GWh elektromos energia termelésére alkalmas Ruzizi I. vízerőmű, amely Bubanzába és Kigomába szállít áramot a Mururu alállomáson keresztül. A Ruzizi II. erőművet 1989-ben adták át.
Burundi, Ruanda és a KDK közösen működteti az erőműveket, de a termelt áram nem elegendő a régió ellátásához, ezért egy harmadik erőmű építését is tervezik a
kifolyástól mintegy 25 kilométerre.

## Külső hivatkozások
- Tanulmány angolul a tórégió erőművi lehetőségeiről (Strategic/Sectoral, Social and Environmental Assessment of Power Development Options in the Nile Equatorial Lakes Region: Stage I -Burundi, Rwanda and Western Tanzania), 2005. február
- Tovább csökken a Ruzizi áramtermelése (franciául) 2005. augusztus